# 피라미데스역
피라미데스역(스페인어: Pirámides)은 마드리드 지하철 5호선의 역이다. 마드리드 아르간수엘라 구의 아카시아스 길에 걸쳐 있다. 부근에는 피라미데스 로터리와 아틀레티코 마드리드의 홈경기장인 비센테 칼데론 스타디움이 있다. 요금구역상으로는 A구역에 속한다. 마드리드 지하철 외에도 세르카니아스 마드리드의 C1호선, C7호선, C10호선이 지난다. 세르카니아스 마드리드 기준으로는 0구역에 속한다.

## 역사
1968년 6월 5일 5호선의 카야오 - 카라반첼 구간 개통과 함께 영업에 들어갔다. 2003년부터 2004년까지 내장공사를 진행하여 천장과 벽면을 새로 바꿨다.
1996년에는 세르카니아스 승강장이 완공되었다. 당시 프린시페 피오 역과 아토차 역을 잇는 파시요 베르데 선이 완공되던 참이었다. 이쪽에는 엘레베이터가 설치되어 있어 승객의 편의를 돕고 있다.
한편으로 역명을 바꾸자는 주장도 예전부터 제기된 바 있다. 특히 근처 스타디움 이름을 따와서 '비센테 칼데론 역'으로 바꾸자는 제안이 제일 많았고, 아틀레티코 마드리드의 옛 회장을 기리는 의미에서 '헤수스 길 역' (Jesús Gil)으로 하자는 주장도 있었다.

## 환승 정보
역 주변에 시내버스 정류장이 여섯 곳 있다.
버스
- 시내버스
  - 18, 23, 34, 35, 36, 62, 116, 118, 119번 노선 (주간)
  - N12, N15, N26번 노선 (야간)

지하철
| 마드리드 지하철                  | 마드리드 지하철       | 마드리드 지하철                 |
| -------------------------------- | --------------------- | ------------------------------- |
| 아카시아스 알라메다 데 오수나    | 마드리드 지하철 5호선 | 마르케스 데 바디요 카사 데 캄포 |
| 세르카니아스 마드리드            |                       |                                 |
| 프린시페 피오                    | C1호선                | 델리시아스 아에로푸에르토 T4    |
| 프린시페 피오 알칼라 데 에나레스 | C7호선                | 델리시아스 아토차               |
| 프린시페 피오 비얄바             | C10호선               | 델리시아스 아에로푸에르토 T4    |